# Бабаевский район
Баба́евский райо́н (вепс. Babajevon rajon) — административно-территориальная единица (район) в Вологодской области России. В рамках организации местного самоуправления в границах района существует муниципальное образование Бабаевский муниципальный округ (с 2004 до 2022 гг. — муниципальный район).
Административный центр — город Бабаево, расположен в 292 км от Вологды.

## География
Район расположен в западной части Вологодской области, на Молого-Шекснинской низменности. Площадь его территории — 9,2 тыс. км², что составляет 6,3 % от всей территории области (2-й район по размеру территории в области). Протяжённость с севера на юг равна 150 км, а с запада на восток — 50 км.
Граничит:
- с районами Ленинградской области:
  - на юго-западе с Бокситогорским районом;
  - на западе с Тихвинским районом;
  - на северо-западе с Подпорожским районом;
- с районами Вологодской области:
  - на севере с Вытегорским районом;
  - на северо-востоке с Белозерским районом;
  - на востоке с Кадуйским районом;
  - на юго-востоке с Устюженским районом;
  - на юге с Чагодощенским районом.

Практически вся территория Бабаевского района входит в Верхневолжский бассейновый округ. Большая часть рек района относится к бассейну Суды. Крупнейшие из них — Суда, Колпь, Шогда. Несколько рек на юге района относятся к бассейну Чагодощи, протекающей по территории Дубровского сельского поселения. На северо-западе Пяжозерского сельского поселения, в 4 км от границы Подпорожского района Ленинградской области, из Чаймозера вытекает Оять (Балтийский бассейновый округ). Район сильно заболочен, среди болотных массивов имеется порядка 200 озёр, крупнейшие из которых — Пяжозеро, Линжозеро, Нажмозеро — расположены на северо-западе района. Другие — Быксозеро, Левинское, Маттерозеро, Пельтозеро.

## История
Бабаевский район образован по постановлению Президиума ВЦИК 1 августа 1927 года в составе Череповецкого округа Ленинградской области, созданного на территории упразднённой Череповецкой губернии. Позже в 1927—1928 гг. в районе был создан райком ВКП(б).
Постановлением ЦИК СССР от 23 сентября 1937 район присоединён к вновь образованной Вологодской области. Указом Президиума Верховного Совета РСФСР в 1959 году к Бабаевскому району была присоединена территория упразднённого Борисово-Судского района.
С 13 декабря 1962 года по 12 января 1965 года, во время неудавшейся всесоюзной реформы по делению на сельские и промышленные районы и парторганизации, в соответствии с решениями ноябрьского (1962 года) пленума ЦК КПСС «о перестройке партийного руководства народным хозяйством», район в числе многих в СССР был временно укрупнён — был образован Бабаевский сельский район, территория которого включала территорию прежних Бабаевского и Кадуйского административных районов, а город Бабаево, наряду с Устюжной и рабочими посёлками Сазоново и Чагода — временно отошли во вновь образованный Чагодощенский промышленный район. В декабре 1962 года было создано Бабаевское колхозно-совхозное управление и партком этого управления взамен прежнего райкома КПСС, а также и Чагодощенский промышленно-производственный партийный комитет, который в феврале 1964 года был переименован в Бабаевский, а позже, 4 марта 1964 года Чагодощенский промышленный район был упразднён. Пленум ЦК КПСС, состоявшийся 16 ноября 1964 года, восстановил прежний принцип партийного руководства народным хозяйством, после чего Указом Верховного Совета РСФСР от 12 января 1965 года Бабаевский и Кадуйский административные районы были восстановлены.
В состав района входит единственная в области национальная автономия — Вепсское национальное сельское поселение.

## Население
| 2002    | 2004    | 2006    | 2008    | 2009    | 2010    | 2011    | 2012    | 2013    |
| ------- | ------- | ------- | ------- | ------- | ------- | ------- | ------- | ------- |
| 24 930  | ↘24 600 | ↘23 900 | ↘23 200 | ↘23 082 | ↘22 853 | ↘21 791 | ↘21 228 | ↘20 764 |
| 2014    | 2015    | 2016    | 2017    | 2018    | 2019    | 2020    | 2021    | 2023    |
| ↘20 557 | ↘20 150 | ↘20 021 | ↘19 831 | ↘19 502 | ↘19 173 | ↘19 041 | ↗19 398 | ↘19 014 |

### Урбанизация
Городское население (в городе Бабаево) составляет 61.25 % населения района.

### Национальный состав
По итогам переписи населения 2020 года проживали следующие национальности (национальности менее 0,1 % и другое, см. в сноске к строке «Другие»):
| Национальность | Численность, чел. | Доля     |
| -------------- | ----------------- | -------- |
| Русские        | 17 708            | 91,29 %  |
| Вепсы          | 366               | 1,89 %   |
| Украинцы       | 67                | 0,35 %   |
| Узбеки         | 26                | 0,13 %   |
| Армяне         | 22                | 0,11 %   |
| Другие         | 1209              | 6,23 %   |
| Итого          | 19 398            | 100,00 % |

## Территориальное устройство

Сельсоветы Бабаевского района

Административно-территориальные единицы
Бабаевский район в рамках административно-территориального устройства, включает 1 город районного значения (Бабаево) и 18 сельсоветов:
| №  | Сельсовет             | Соответствующее муниципальное образование |
| -- | --------------------- | ----------------------------------------- |
| 1  | Афанасовский          | Борисовское СП                            |
| 2  | Борисовский           | Борисовское СП                            |
| 3  | Верхний               | Борисовское СП                            |
| 4  | Волковский            | Санинское СП                              |
| 5  | Володинский           | Бабаевское СП, ГП город Бабаево           |
| 6  | Дубровский            | Бабаевское СП                             |
| 7  | Комоневский           | Вепсское нац. СП                          |
| 8  | Куйский нац. вепсский | Вепсское нац. СП                          |
| 9  | Новолукинский         | Борисовское СП                            |
| 10 | Новостаринский        | Борисовское СП                            |
| 11 | Плосковский           | Борисовское СП                            |
| 12 | Пожарский             | Борисовское СП                            |
| 13 | Пяжозерский           | Пяжозерское СП                            |
| 14 | Санинский             | Санинское СП                              |
| 15 | Сиучский              | Бабаевское СП                             |
| 16 | Тимошинский           | Вепсское нац. СП                          |
| 17 | Тороповский           | Тороповское СП                            |
| 18 | Центральный           | Борисовское СП                            |

Муниципальные образования

Муниципальные образования c 2015 до 2022 гг.

В рамках организации местного самоуправления в границах района функционирует Бабаевский муниципальный округ (с 2004 до 2022 года — муниципальный район).
Изначально в составе новообразованного муниципального района в декабре 2004 года были созданы 1 городское и 18 сельских поселений. В апреле 2009 года некоторые сельские поселения были объединены и из 18 осталось 10 сельских поселений. В апреле-мае 2015 года были упразднены сельские поселения Володинское, Дубровское и Сиучское и объединены в Бабаевское с административным центром в городе Бабаево, а сельские поселения Пожарское и Центральное — включены в Борисовское.
С 2015 до 2022 года муниципальный район делился на 7 муниципальных образований нижнего уровня, в том числе 1 городское и 6 сельских поселений:
| №        | Муниципальное образование | Административный центр | Количество населённых пунктов | Население (чел.) | Площадь (км²) |
| -------- | ------------------------- | ---------------------- | ----------------------------- | ---------------- | ------------- |
| 1e-06    | Городское поселение:      |                        |                               |                  |               |
| 1        | город Бабаево             | город Бабаево          | 1                             | ↗11 871          | 185,30        |
| 1.000002 | Сельское поселение:       |                        |                               |                  |               |
| 2        | Бабаевское                | город Бабаево          | 25                            | ↘916             | 1641,95       |
| 3        | Борисовское               | село Борисово-Судское  | 124                           | ↘3147            | 2724,11       |
| 4        | Вепсское национальное     | деревня Тимошино       | 39                            | ↗928             | 1666,30       |
| 5        | Пяжозерское               | посёлок Пяжелка        | 12                            | ↗817             | 1394,05       |
| 6        | Санинское                 | деревня Санинская      | 38                            | ↗635             | 1069,50       |
| 7        | Тороповское               | деревня Торопово       | 32                            | ↘1084            | 552,09        |

1 июня 2022 года муниципальный район и все входившие в его состав городское и сельские поселения были упразднены и объединены в Бабаевский муниципальный округ.

## Населённые пункты
В Бабаевском районе (муниципальном округе) 271 населённый пункт, в том числе город, 251 деревня, 12 посёлков, три хутора, две железнодорожные станции, разъезд и село.
| №   | Населённый пункт  | Тип         | Население (чел.) | Бывшее муниципальное образование |
| --- | ----------------- | ----------- | ---------------- | -------------------------------- |
| 1   | Аганино           | деревня     | 0                | Борисовское                      |
| 2   | Аганино           | деревня     | 5                | Борисовское                      |
| 3   | Аксёново          | деревня     | 3                | Вепсское национальное            |
| 4   | Аксентьевская     | деревня     | 30               | Борисовское                      |
| 5   | Александровская   | деревня     | 43               | Борисовское                      |
| 6   | Александровская   | деревня     | 61               | Санинское                        |
| 7   | Алексеевская      | деревня     | 7                | Пяжозерское                      |
| 8   | Амосово           | деревня     | 6                | Санинское                        |
| 9   | Ананино           | деревня     | 34               | Борисовское                      |
| 10  | Ананино           | хутор       | 0                | Борисовское                      |
| 11  | Андроново         | деревня     | 0                | Борисовское                      |
| 12  | Антоновская       | деревня     | 3                | Борисовское                      |
| 13  | Апучево           | деревня     | 0                | Борисовское                      |
| 14  | Артёмово          | деревня     | 26               | Вепсское национальное            |
| 15  | Архангельское     | деревня     | 0                | Санинское                        |
| 16  | Афанасово         | деревня     | 0                | Борисовское                      |
| 17  | Афанасово         | деревня     | 32               | Борисовское                      |
| 18  | Афанасьевская     | деревня     | 0                | Борисовское                      |
| 19  | Афонино           | деревня     | 0                | Борисовское                      |
| 20  | Бабаево           | город       | ↘11 646          | город Бабаево                    |
| 21  | Балуево           | деревня     | 8                | Борисовское                      |
| 22  | Бардинское        | деревня     | 10               | Тороповское                      |
| 23  | Берег             | деревня     | 3                | Вепсское национальное            |
| 24  | Большая Пельпахта | деревня     | 0                | Борисовское                      |
| 25  | Большие Кипрецы   | деревня     | 0                | Санинское                        |
| 26  | Большое Борилово  | деревня     | 13               | Борисовское                      |
| 27  | Борисово-Судское  | село        | 1688             | Борисовское                      |
| 28  | Ванда             | деревня     | →0               | Санинское                        |
| 29  | Вантеево          | деревня     | 15               | Тороповское                      |
| 30  | Васильевское      | деревня     | 0                | Тороповское                      |
| 31  | Васильково        | деревня     | 0                | Борисовское                      |
| 32  | Васино            | деревня     | 0                | Вепсское национальное            |
| 33  | Васютино          | деревня     | 3                | Борисовское                      |
| 34  | Вашино            | деревня     | 0                | Санинское                        |
| 35  | Веленидово        | деревня     | 0                | Борисовское                      |
| 36  | Великово          | деревня     | 9                | Бабаевское                       |
| 37  | Верхневольск      | разъезд     | 27               | Тороповское                      |
| 38  | Верхневольский    | посёлок     | 211              | Тороповское                      |
| 39  | Верхний Конец     | деревня     | 24               | Борисовское                      |
| 40  | Верхняя Шома      | деревня     | 3                | Борисовское                      |
| 41  | Верховье          | деревня     | 9                | Санинское                        |
| 42  | Вирино            | деревня     | 10               | Вепсское национальное            |
| 43  | Внина             | деревня     | 3                | Бабаевское                       |
| 44  | Волкова           | деревня     | 57               | Санинское                        |
| 45  | Волково           | деревня     | 55               | Борисовское                      |
| 46  | Володино          | деревня     | 419              | Бабаевское                       |
| 47  | Ворохобино        | деревня     | 9                | Тороповское                      |
| 48  | Гашково           | деревня     | 3                | Борисовское                      |
| 49  | Гора              | деревня     | 0                | Борисовское                      |
| 50  | Горбачи           | посёлок     | 9                | Тороповское                      |
| 51  | Горбово           | деревня     | 0                | Борисовское                      |
| 52  | Горка             | деревня     | 92               | Вепсское национальное            |
| 53  | Горка             | деревня     | 6                | Тороповское                      |
| 54  | Горки             | деревня     | 6                | Борисовское                      |
| 55  | Горочка           | деревня     | 11               | Тороповское                      |
| 56  | Горы              | деревня     | 0                | Борисовское                      |
| 57  | Григорьевская     | деревня     | 6                | Пяжозерское                      |
| 58  | Гридино           | деревня     | ↘0               | Борисовское                      |
| 59  | Гридино           | деревня     | ↘0               | Вепсское национальное            |
| 60  | Гринёво           | деревня     | 33               | Борисовское                      |
| 61  | Гриньково         | деревня     | 0                | Тороповское                      |
| 62  | Давыдовка         | деревня     | 13               | Санинское                        |
| 63  | Давыдово          | деревня     | 0                | Борисовское                      |
| 64  | Дедовец           | деревня     | 4                | Санинское                        |
| 65  | Демшино           | деревня     | ↘0               | Борисовское                      |
| 66  | Дийково           | деревня     | 63               | Борисовское                      |
| 67  | Дубинино          | деревня     | 0                | Санинское                        |
| 68  | Дубровка          | деревня     | 118              | Бабаевское                       |
| 69  | Дудино            | деревня     | 18               | Бабаевское                       |
| 70  | Дуново            | деревня     | 0                | Вепсское национальное            |
| 71  | Ельник            | деревня     | 0                | Санинское                        |
| 72  | Заболотье         | деревня     | 44               | Вепсское национальное            |
| 73  | Заборье           | деревня     | 0                | Бабаевское                       |
| 74  | Завод             | деревня     | 0                | Борисовское                      |
| 75  | Загривье          | деревня     | 37               | Бабаевское                       |
| 76  | Задний Двор       | деревня     | 0                | Борисовское                      |
| 77  | Заельник          | деревня     | 0                | Борисовское                      |
| 78  | Замошье           | деревня     | 4                | Тороповское                      |
| 79  | Занино            | деревня     | 22               | Борисовское                      |
| 80  | Заполье           | деревня     | 116              | Бабаевское                       |
| 81  | Заречье           | деревня     | 0                | Пяжозерское                      |
| 82  | Званец            | деревня     | 26               | Бабаевское                       |
| 83  | Зворыкино         | деревня     | 0                | Борисовское                      |
| 84  | Ивановская        | деревня     | 3                | Борисовское                      |
| 85  | Игнатово          | деревня     | 0                | Борисовское                      |
| 86  | Игнатово          | деревня     | 15               | Борисовское                      |
| 87  | Игумново          | деревня     | 0                | Борисовское                      |
| 88  | Иевково           | деревня     | 28               | Бабаевское                       |
| 89  | Ионино            | деревня     | 8                | Борисовское                      |
| 90  | Истомино          | деревня     | 3                | Борисовское                      |
| 91  | Калачево          | деревня     | 0                | Борисовское                      |
| 92  | Карасово          | деревня     | 75               | Борисовское                      |
| 93  | Карпово           | деревня     | 0                | Тороповское                      |
| 94  | Качалово          | деревня     | 0                | Борисовское                      |
| 95  | Керняшово         | деревня     | 26               | Борисовское                      |
| 96  | Керчаково         | деревня     | 0                | Борисовское                      |
| 97  | Киино             | деревня     | 112              | Борисовское                      |
| 98  | Кийно             | деревня     | 66               | Вепсское национальное            |
| 99  | Киндаево          | деревня     | 15               | Вепсское национальное            |
| 100 | Клавдино          | деревня     | 5                | Бабаевское                       |
| 101 | Клюшово           | деревня     | 40               | Санинское                        |
| 102 | Кобелево          | деревня     | 0                | Борисовское                      |
| 103 | Колошма           | посёлок     | 339              | Пяжозерское                      |
| 104 | Комарово          | деревня     | 10               | Борисовское                      |
| 105 | Комарово          | деревня     | 0                | Санинское                        |
| 106 | Кондратово        | деревня     | 0                | Борисовское                      |
| 107 | Конец             | деревня     | 11               | Вепсское национальное            |
| 108 | Корнилово         | деревня     | 0                | Борисовское                      |
| 109 | Косино            | деревня     | 0                | Тороповское                      |
| 110 | Костеньково       | деревня     | 57               | Борисовское                      |
| 111 | Костино           | деревня     | 12               | Борисовское                      |
| 112 | Костино           | деревня     | 0                | Борисовское                      |
| 113 | Костяй            | деревня     | 9                | Бабаевское                       |
| 114 | Красиково         | деревня     | 0                | Тороповское                      |
| 115 | Красная Гора      | деревня     | 24               | Пяжозерское                      |
| 116 | Красная Горка     | деревня     | 0                | Вепсское национальное            |
| 117 | Кузовлево         | деревня     | 0                | Тороповское                      |
| 118 | Кябелево          | деревня     | 4                | Борисовское                      |
| 119 | Лабино            | деревня     | 0                | Вепсское национальное            |
| 120 | Лабокша           | деревня     | 5                | Борисовское                      |
| 121 | Ладышкино         | деревня     | 0                | Санинское                        |
| 122 | Лебедево          | деревня     | 5                | Тороповское                      |
| 123 | Логиново          | деревня     | 0                | Борисовское                      |
| 124 | Лукьяново         | деревня     | 10               | Бабаевское                       |
| 125 | Лунево            | деревня     | 0                | Санинское                        |
| 126 | Лыково            | деревня     | 12               | Борисовское                      |
| 127 | Любочская Горка   | деревня     | 15               | Тороповское                      |
| 128 | Лютомля           | деревня     | 26               | Тороповское                      |
| 129 | Макаровская       | деревня     | 0                | Борисовское                      |
| 130 | Макарьевская      | деревня     | 0                | Пяжозерское                      |
| 131 | Максимово         | деревня     | 0                | Санинское                        |
| 132 | Малая Пельпахта   | деревня     | 0                | Борисовское                      |
| 133 | Малое Борилово    | деревня     | 0                | Борисовское                      |
| 134 | Малое Борисово    | деревня     | 88               | Борисовское                      |
| 135 | Малые Кипрецы     | деревня     | 0                | Санинское                        |
| 136 | Мамаево           | деревня     | 39               | Вепсское национальное            |
| 137 | Мамоново          | деревня     | 9                | Борисовское                      |
| 138 | Марково           | деревня     | 6                | Вепсское национальное            |
| 139 | Маяк-Горка        | хутор       | 0                | Борисовское                      |
| 140 | Межерье           | деревня     | 0                | Вепсское национальное            |
| 141 | Минино            | деревня     | 0                | Тороповское                      |
| 142 | Морозово          | деревня     | 41               | Борисовское                      |
| 143 | Мятино            | деревня     | 11               | Борисовское                      |
| 144 | Назарово          | деревня     | 0                | Борисовское                      |
| 145 | Неверово          | деревня     | 18               | Борисовское                      |
| 146 | Некрасово         | деревня     | 6                | Борисовское                      |
| 147 | Нестерово         | деревня     | 0                | Борисовское                      |
| 148 | Нефедово          | деревня     | 3                | Борисовское                      |
| 149 | Нечаево           | деревня     | 0                | Борисовское                      |
| 150 | Нижний Конец      | деревня     | 7                | Борисовское                      |
| 151 | Нижняя Ножема     | посёлок     | 95               | Пяжозерское                      |
| 152 | Никитинская       | деревня     | 5                | Пяжозерское                      |
| 153 | Никольское        | деревня     | 24               | Санинское                        |
| 154 | Никонова Гора     | деревня     | 20               | Вепсское национальное            |
| 155 | Никоново          | деревня     | 7                | Борисовское                      |
| 156 | Новая             | деревня     | 57               | Борисовское                      |
| 157 | Новая Деревня     | деревня     | 4                | Борисовское                      |
| 158 | Новая Старина     | деревня     | 224              | Борисовское                      |
| 159 | Новинка           | деревня     | 8                | Борисовское                      |
| 160 | Новинка           | деревня     | 5                | Вепсское национальное            |
| 161 | Новинка           | деревня     | 6                | Тороповское                      |
| 162 | Новое Лукино      | деревня     | 214              | Борисовское                      |
| 163 | Новополье         | деревня     | 0                | Санинское                        |
| 164 | Новосерково       | деревня     | 72               | Вепсское национальное            |
| 165 | Носково           | деревня     | 48               | Вепсское национальное            |
| 166 | Овсянниково       | деревня     | 5                | Борисовское                      |
| 167 | Огрызово          | деревня     | 34               | Борисовское                      |
| 168 | Ольховик          | деревня     | 21               | Бабаевское                       |
| 169 | Пальцево          | деревня     | 4                | Санинское                        |
| 170 | Панкратово        | деревня     | 48               | Вепсское национальное            |
| 171 | Папино            | деревня     | 4                | Борисовское                      |
| 172 | Папино            | деревня     | 25               | Бабаевское                       |
| 173 | Парфеево          | деревня     | 7                | Борисовское                      |
| 174 | Переходно         | деревня     | 3                | Бабаевское                       |
| 175 | Петраково         | деревня     | 0                | Борисовское                      |
| 176 | Петраково         | деревня     | 0                | Санинское                        |
| 177 | Петрово           | деревня     | 0                | Санинское                        |
| 178 | Петряево          | деревня     | 15               | Бабаевское                       |
| 179 | Плаксино          | деревня     | 0                | Тороповское                      |
| 180 | Плёсо             | деревня     | 51               | Борисовское                      |
| 181 | Плёсо             | посёлок     | 49               | Борисовское                      |
| 182 | Плоское           | деревня     | 0                | Борисовское                      |
| 183 | Погорелая         | деревня     | 9                | Пяжозерское                      |
| 184 | Подберезка        | деревня     | 50               | Вепсское национальное            |
| 185 | Пожара            | деревня     | 323              | Борисовское                      |
| 186 | Пожарища          | деревня     | 0                | Борисовское                      |
| 187 | Пожарище          | деревня     | 3                | Санинское                        |
| 188 | Порошино          | деревня     | 92               | Борисовское                      |
| 189 | Пустошка          | деревня     | 0                | Борисовское                      |
| 190 | Пустошка          | деревня     | 0                | Вепсское национальное            |
| 191 | Пустошка          | деревня     | 8                | Вепсское национальное            |
| 192 | Пухтаево          | деревня     | 0                | Борисовское                      |
| 193 | Пяжелка           | посёлок     | 693              | Пяжозерское                      |
| 194 | Пячкалово         | деревня     | 0                | Борисовское                      |
| 195 | Рагозино          | деревня     | ↘5               | Борисовское                      |
| 196 | Ракуново          | деревня     | 49               | Вепсское национальное            |
| 197 | Савинская         | деревня     | 13               | Вепсское национальное            |
| 198 | Санинская         | деревня     | 324              | Санинское                        |
| 199 | Саутино           | деревня     | 85               | Вепсское национальное            |
| 200 | Седуново          | деревня     | 4                | Санинское                        |
| 201 | Селиверстово      | деревня     | 5                | Бабаевское                       |
| 202 | Семёновская       | деревня     | 3                | Борисовское                      |
| 203 | Сергеево          | деревня     | 5                | Вепсское национальное            |
| 204 | Серково           | деревня     | 0                | Санинское                        |
| 205 | Сидорово          | деревня     | 0                | Борисовское                      |
| 206 | Сиуч              | деревня     | 48               | Бабаевское                       |
| 207 | Сиуч              | ж/д станция | ↘16              | Бабаевское                       |
| 208 | Слатинская        | деревня     | 25               | Санинское                        |
| 209 | Слобода           | деревня     | 12               | Борисовское                      |
| 210 | Слобода           | деревня     | 8                | Вепсское национальное            |
| 211 | Слудно            | деревня     | 25               | Бабаевское                       |
| 212 | Смородинка        | посёлок     | 419              | Тороповское                      |
| 213 | Сорка             | деревня     | 22               | Санинское                        |
| 214 | Спирово           | деревня     | 5                | Санинское                        |
| 215 | Стан              | деревня     | 15               | Борисовское                      |
| 216 | Стармуж           | деревня     | 8                | Борисовское                      |
| 217 | Старое Лукино     | деревня     | 0                | Борисовское                      |
| 218 | Старый Завод      | хутор       | ↘0               | Тороповское                      |
| 219 | Степаново         | деревня     | 0                | Тороповское                      |
| 220 | Стунино           | деревня     | 20               | Вепсское национальное            |
| 221 | Суворово          | деревня     | 27               | Борисовское                      |
| 222 | Судаково          | деревня     | 5                | Борисовское                      |
| 223 | Сумароково        | деревня     | 6                | Борисовское                      |
| 224 | Талашманиха       | деревня     | 10               | Санинское                        |
| 225 | Тарасово          | деревня     | 4                | Борисовское                      |
| 226 | Тарасовская       | деревня     | 4                | Пяжозерское                      |
| 227 | Терехова          | деревня     | 10               | Санинское                        |
| 228 | Тереховая         | деревня     | 55               | Борисовское                      |
| 229 | Терьково          | деревня     | 31               | Борисовское                      |
| 230 | Тешемля           | посёлок     | 145              | Тороповское                      |
| 231 | Тешемля           | ж/д станция | 28               | Тороповское                      |
| 232 | Тимохино          | деревня     | 63               | Санинское                        |
| 233 | Тимошино          | деревня     | 344              | Вепсское национальное            |
| 234 | Тимошкино         | посёлок     | 120              | Бабаевское                       |
| 235 | Тимошкино         | деревня     | 7                | Тороповское                      |
| 236 | Тиняково          | деревня     | 13               | Санинское                        |
| 237 | Токарево          | деревня     | 3                | Тороповское                      |
| 238 | Торопово          | деревня     | 433              | Тороповское                      |
| 239 | Третьяковская     | деревня     | 32               | Борисовское                      |
| 240 | Тупик             | посёлок     | 10               | Тороповское                      |
| 241 | Туржино           | деревня     | 5                | Вепсское национальное            |
| 242 | Тырпец            | деревня     | 0                | Санинское                        |
| 243 | Угловая           | деревня     | 3                | Вепсское национальное            |
| 244 | Федьково          | деревня     | 0                | Борисовское                      |
| 245 | Федюнино          | деревня     | 0                | Борисовское                      |
| 246 | Фенчиково         | деревня     | 15               | Вепсское национальное            |
| 247 | Фоминская         | деревня     | 8                | Вепсское национальное            |
| 248 | Харино            | деревня     | 0                | Борисовское                      |
| 249 | Харчевня          | деревня     | 72               | Борисовское                      |
| 250 | Хрипелево         | деревня     | 0                | Борисовское                      |
| 251 | Худяково          | деревня     | 4                | Вепсское национальное            |
| 252 | Ципелево          | деревня     | 5                | Тороповское                      |
| 253 | Чащино            | деревня     | 0                | Санинское                        |
| 254 | Чиково            | деревня     | 11               | Бабаевское                       |
| 255 | Чистиково         | деревня     | 3                | Санинское                        |
| 256 | Чубрино           | деревня     | 0                | Борисовское                      |
| 257 | Чуниково          | деревня     | 21               | Борисовское                      |
| 258 | Шарапова Горка    | деревня     | 17               | Санинское                        |
| 259 | Шарапово          | деревня     | 10               | Борисовское                      |
| 260 | Шараповская Горка | деревня     | 3                | Борисовское                      |
| 261 | Шеино             | деревня     | 4                | Борисовское                      |
| 262 | Шилово            | деревня     | 0                | Борисовское                      |
| 263 | Ширяевская        | деревня     | 27               | Борисовское                      |
| 264 | Шогда             | деревня     | 32               | Борисовское                      |
| 265 | Щепье             | посёлок     | 28               | Бабаевское                       |
| 266 | Яковлевская       | деревня     | 5                | Пяжозерское                      |
| 267 | Якутино           | деревня     | 12               | Вепсское национальное            |
| 268 | Янголохта         | деревня     | 41               | Вепсское национальное            |
| 269 | Янишево           | деревня     | 10               | Борисовское                      |
| 270 | Ярцево            | деревня     | 4                | Тороповское                      |
| 271 | Ясное             | посёлок     | 38               | Бабаевское                       |

### Упразднённые населённые пункты
2 мая 2020 года упразднены деревни Березовец и Выползово.
1 декабря 2021 года были упразднены посёлок Заготскот и деревни Бабаево, Высоково, Колпино Володинского сельсовета — все они были включены в черту города Бабаево.

## Транспорт
Автодороги: «Бабаево—Лентьево» — 70 км (бетонное покрытие) до автотрассы А114.
Железнодорожная станция: Бабаево, Верхневольский, Тешемля, Тимошкино, Ольховик, Сиуч.

## Достопримечательности
В старинном селе Борисово-Судское, бывшей столице Судского края, на высоком живописном берегу реки Суда расположена старинная русская дворянская усадьба Хвалевское.